# Clase España
La Clase España fue una serie de tres acorazados dreadnought construidos para la Armada Española por la SECN en Ferrol entre  1909 y 1921. La construcción de los buques fue dilatada en el tiempo debido a la escasez de materiales, proporcionados por Gran Bretaña, especialmente el armamento durante la Primera Guerra Mundial. Los tres buques fueron los únicos Dreadnought que llegaron a ser construidos por España y los más pequeños buques de este tipo construidos. Estaban equipados con ocho cañones de 305 mm/50, pero su escaso desplazamiento forzó a los diseñadores a compromisos en lo relativo al blindaje, autonomía y velocidad.
Los acorazados España, Alfonso XIII, y Jaime I sirvieron en la 1.ª escuadra de la Armada Española, que tradicionalmente recibía el nombre de Escuadra de Instrucción. Todos participaron en combate durante la guerra del Rif donde el España embarrancó en el cabo Tres Forcas en agosto de 1923 resultando pérdida total, aunque pudieron recuperarse la artillería y otros pertrechos. El Alfonso XIII fue renombrado España en 1931 tras el exilio del rey Alfonso XIII. Los dos buques supervivientes participaron en la guerra civil española en bandos opuestos y ambos resultaron destruidos en el conflicto. El España (ex- Alfonso XIII) impactó con una mina desplegada por su propio bando en febrero de 1937, el Jaime I fue destruido por una explosión interna en junio de 1937 en el puerto de Cartagena.

## Diseño

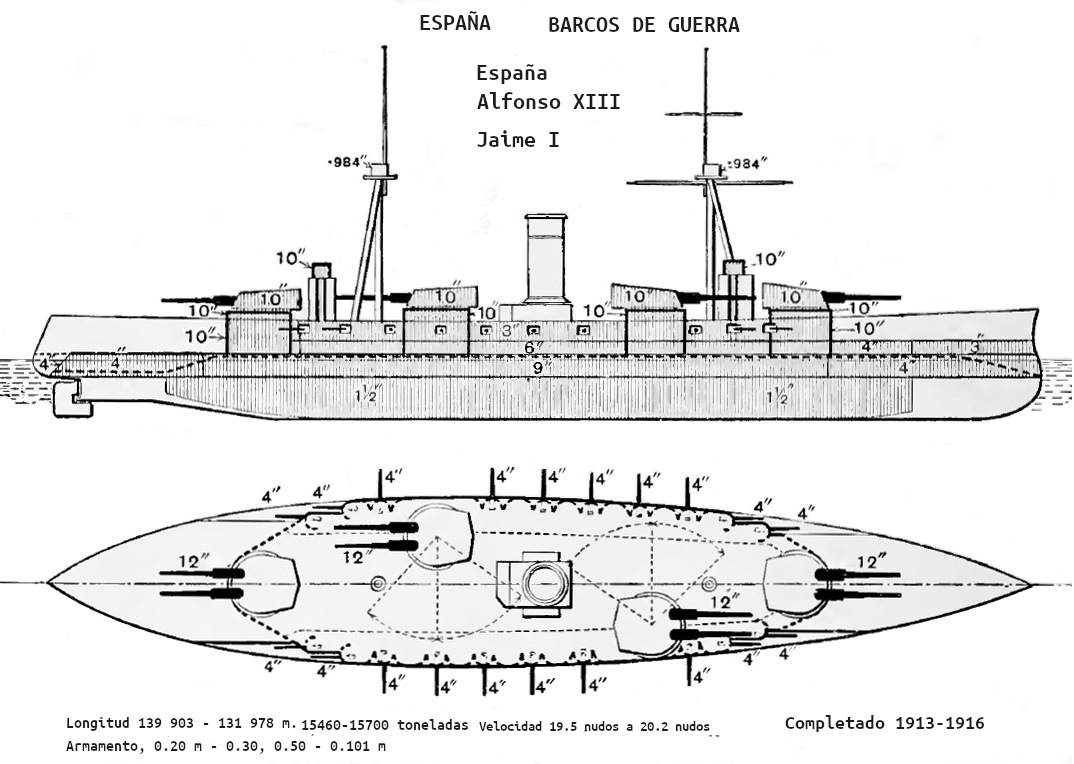
Diagrama de los 3 acorazados de esta clase.

Tras la destrucción de parte de la flota española en la guerra hispano-estadounidense de 1898 y el posterior desguace de otra parte de la flota en 1900, había que dar a la Armada española un nuevo plan de construcción naval, capaz de realizarse. Llegó en 1907 de la mano de Antonio Maura y su ministro de Marina, el almirante Ferrándiz, con un nuevo Plan Naval (conocido posteriormente como Plan Ferrándiz) propuesto en 1907 y aprobado por el gobierno a principios del año siguiente como Ley de Marina del 7 de enero de 1908. En lo referente a los acorazados, el plan disponía la construcción de tres nuevos acorazados que serían el arma más potente de la flota. 
Después de que la Primera Crisis Marroquí (que se decidió en la Conferencia de Algeciras) fortaleció los lazos de España con Gran Bretaña y Francia y el apoyo público para el rearme aumentó después, el gobierno español llegó a un acuerdo con esos países para un plan de defensa mutua (Acuerdos de Cartagena). A cambio del apoyo británico y francés para la defensa de España, la flota española apoyaría a la Armada Francesa en caso de guerra con la Triple Alianza contra las flotas combinadas del Reino de Italia y Austria-Hungría en el Mar Mediterráneo ya que la Royal Navy debería de centrarse en el Mar del Norte contra la Armada Imperial Alemana; mientras que la flota francesa por sí sola no podría contener a la armada italiana y la austrohúngara juntas, y era necesario que Francia transportara por mar a sus tropas coloniales desde el norte de África al continente europeo.
Por lo tanto, una flota española fortalecida redundaba en interés de Gran Bretaña y Francia, que en consecuencia proporcionaron asistencia técnica en el desarrollo de buques de guerra modernos, cuyos contratos se adjudicaron a la firma española Sociedad Española de Construcción Naval (SECN), que fue formada por los constructores navales británicos Vickers, Armstrong Whitworth y John Brown & Company. Los buques fueron autorizados unos seis meses después de que los británicos hubieran completado el HMS Dreadnought, y después de descartar los planes para construir acorazados de tipo pre-dreadnought, el comando naval rápidamente decidió construir sus propios acorazados.
Estos tres acorazados serían tipo Dreadnought, monocalibre y de un desplazamiento muy pequeño comparado con otros dreadnoughts. Es más, serían los acorazados dreadnoughts más pequeños construidos en el mundo. Serían construidos en Ferrol, con un coste aproximado de 130 millones de pesetas. Eran buques de cubierta corrida, mástiles en trípode; sólo disponían de una chimenea en la parte central del barco, puente de mando a proa y un puente auxiliar en popa.
El nombre de la clase sería España, por el primer acorazado de la serie. Los nombres fueron:
- España
- Alfonso XIII (posteriormente renombrado España)
- Jaime I

Se comenzó la construcción del primero en 1909 y fue botado en 1912, siendo los padrinos Alfonso XIII y Victoria Eugenia. Entró en servicio en 1913. El segundo fue puesto en astillero en 1910 y botado en 1913 con la Infanta Isabel como madrina, entró en servicio en 1915. El tercero y último de la serie empezó a construirse en 1912 y sería botado en 1914, apadrinado por los infantes Carlos y Luisa. No sería entregado hasta 1921 por diferentes problemas, la Primera Guerra Mundial y un intento de modificar sus especificaciones, aumentando su velocidad a 21 nudos y su desplazamiento hasta 17.000 toneladas, pero los problemas económicos del país imposibilitaron estas modificaciones. El inicio de la gran guerra también provocó que no se construyera la siguiente clase de acorazados diseñados, la clase Reina Victoria Eugenia.
Fueron criticados por su escasa velocidad comparada con la clase Queen Elizabeth británica, que llegó a alcanzar los 25 nudos, y por tener bordas muy bajas, lo que dificultaba el tiro con mar agitada, especialmente de la batería secundaria.

### Buques de la "Clase España"

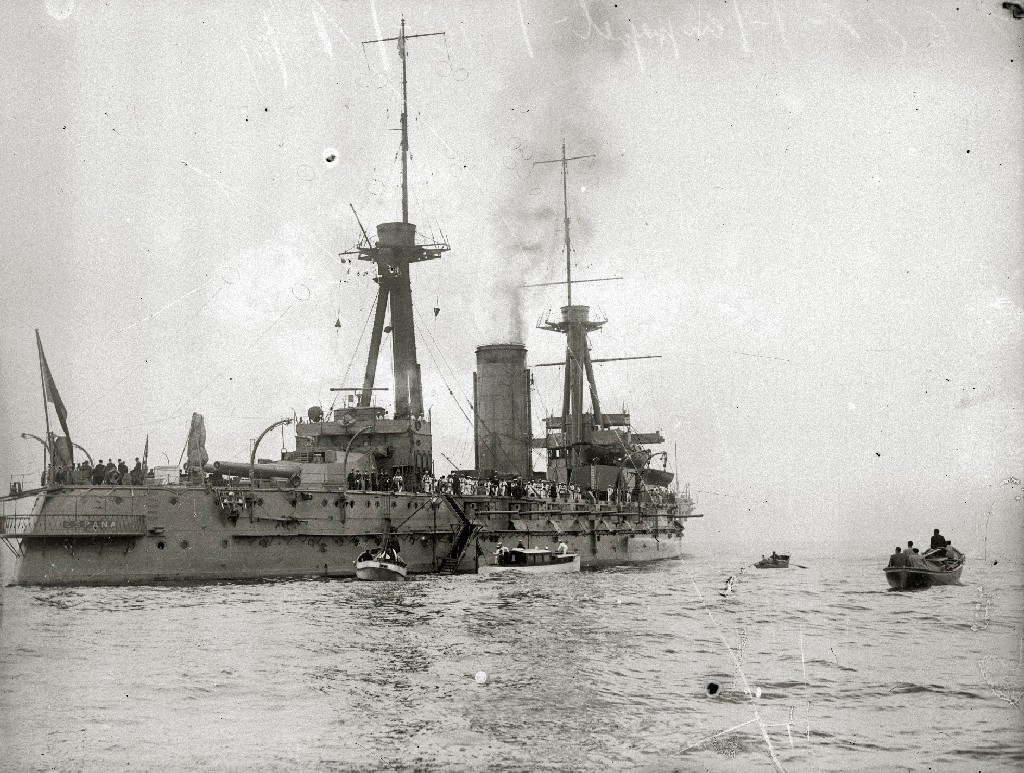
El España en el año 1922, un año antes de su accidente.

| Nombre       | Astillero     | Botado                   | Baja                 | Causa | Imagen |
| ------------ | ------------- | ------------------------ | -------------------- | --- | ------ |
| España       | SECN – Ferrol | 5 de febrero de 1912     | 26 de agosto de 1923 | Embarrancado y perdido frente al cabo de Tres Forcas en 1923 durante la guerra del Rif.                                                                                                  |        |
| Alfonso XIII | SECN – Ferrol | 7 de mayo de 1913        | 30 de abril de 1937  | Renombrado como "España" en 1931. Hundido el 30 de abril de 1937 por una mina junto a Galizano (Santander) durante la guerra civil española, mientras patrullaba para el bando nacional. |        |
| Jaime I      | SECN – Ferrol | 21 de septiembre de 1914 | 17 de junio de 1937  | Hundido por una explosión interna en Cartagena el 17 de junio de 1937, durante la guerra civil española, mientras servía en el bando republicano.                                        |        |

## Velocidad y autonomía

Acorazado España en 1913.

Acorazado España en 1923.

Acorazado Alfonso XIII (desde 1931, España) en 1937.

Acorazado Jaime I en 1937.

Se les estimó una velocidad máxima de 19,5 nudos, que es la que figura como oficial, aunque llegaron a dar en pruebas los 20 con 20.100 CV y 390 rpm. Con 11 270 cv y 328 rpm, la máxima era de 17,5 nudos y con 4680 CV y 223 rpms de 10,75 nudos. Esta era la velocidad económica, con un gasto de carbón de 81 t cada 24 horas. A velocidad máxima, el consumo de carbón era de 7,9 t por hora.
La carga normal de carbón se cifraba en 1020 toneladas, pudiendo llegar a las 1985 t con carga máxima. Con estas premisas el radio de acción estimado quedó como sigue:
- Con 1020 t de carbón y andar de 10,75 nudos, 3249 mn.
- Con la misma carga de carbón pero a 17,5 nudos, 2264 mn.
- Con carga máxima, 1985 t, a 10,75 nudos, 6322 mn.
- Con carga máxima a 17,5 nudos, 4407 mn.

## Blindaje
La coraza estada formada por acero Krupp reforzado con una traca de planchas de 2,20 m de anchura, con el calado normal, 7,77 m, iba sumergida 140 cm.
El cinturón tenía los siguientes espesores:
- 230 mm entre las cuadernas 50 y 192.
- 100 mm entre la 30 y la 50 y entre a 192 y la 202.
- 50 mm entre las cuadernas 0 y 30.
- 75 mm entre la 202 y el mamparo transversal.

Sobre esta traca o faja de flotación iba otra de 1,80 m de anchura, con los siguientes espesores:
- 150 mm entre las cubiertas 50 y 162.
- 100 mm entre la 30 y la 50.
- 50 entre la 0 y la 30.

Sobre esta faja iba otra tercera de 2,70 m de anchura con los siguientes espesores:
- 75 mm de entre las cuadernas 46 y 170. Correspondía a la batería de cañones de 101 mm.

La placa de 230 mm inicial iba disminuyendo de espesor hasta los 120 mm por debajo de la línea de flotación.

## Armamento

Distribución de la artillería principal.

Su armamento principal eran 8 cañones Vickers de 305 mm/50, situados en cuatro torres dobles, dos situados en la crujía (uno a popa y el otro a proa) y los otros dos más cerca del centro del buque, desplazados de la línea crujía. Se podían disparar los 8 cañones a la vez en salva, y 6 en misión de caza o retirada. Cada cañón pesaba 67,1 t y tenían  un alcance máximo de 21 500 m. Las torres de artillería de estos acorazados tenían una dotación cada una de 34 artilleros y disparaban 5 tipos de proyectiles con un peso de 385,6 kg:
- Perforante, de acero endurecido con 10 kg de trilita.
- Semiperforante, con 30 kg de trilita.
- Alto explosivo, con granada ordinaria con 32,5 kg de pólvora.
- Granada de metralla.
- Ejercicios.

Cada torre tenía como dotación de munición 172 proyectiles.
- 30 perforantes
- 70 semiperforantes
- 30 de alto explosivo
- 30 de metralla
- 12 de ejercicio.

Las piezas secundarias Vickers de 101,6 mm y 50 calibres (10 por banda por debajo de la cubierta principal) tenían la finalidad de luchar contra los torpederos. Tenían un alcance de 9000 m y una elevación máxima de 15 grados, con cadencia de 6 disparos por minuto y velocidad inicial de 914 m/s. Disparaban las siguientes granadas con un peso de 14 kg:
- ordinaria
- semiperforante
- metralla
- explosiva, con 1345 g de trilita.

Completaban su artillería dos piezas Škoda de 47 mm. También se dice que eran Vickers, situadas por encima de las torres de proa y popa y conectadas en puntería vertical con el cañón izquierdo de cada torre, se usaban como subcalibres y para ajustes de puntería.
- Dos piezas de desembarco de Armstrong de 76,2 mm/17.
- Dos ametralladoras Maxim completaban el armamento.

En los años 20 se instalaron 2 cañones antiaéreos de 76,2 mm/34 modelo FF (alcance 5300 m y velocidad inicial de 579 m/s, peso de la granada 5,7 kg) sobre las torres 1 y 4.

## Dirección de tiro

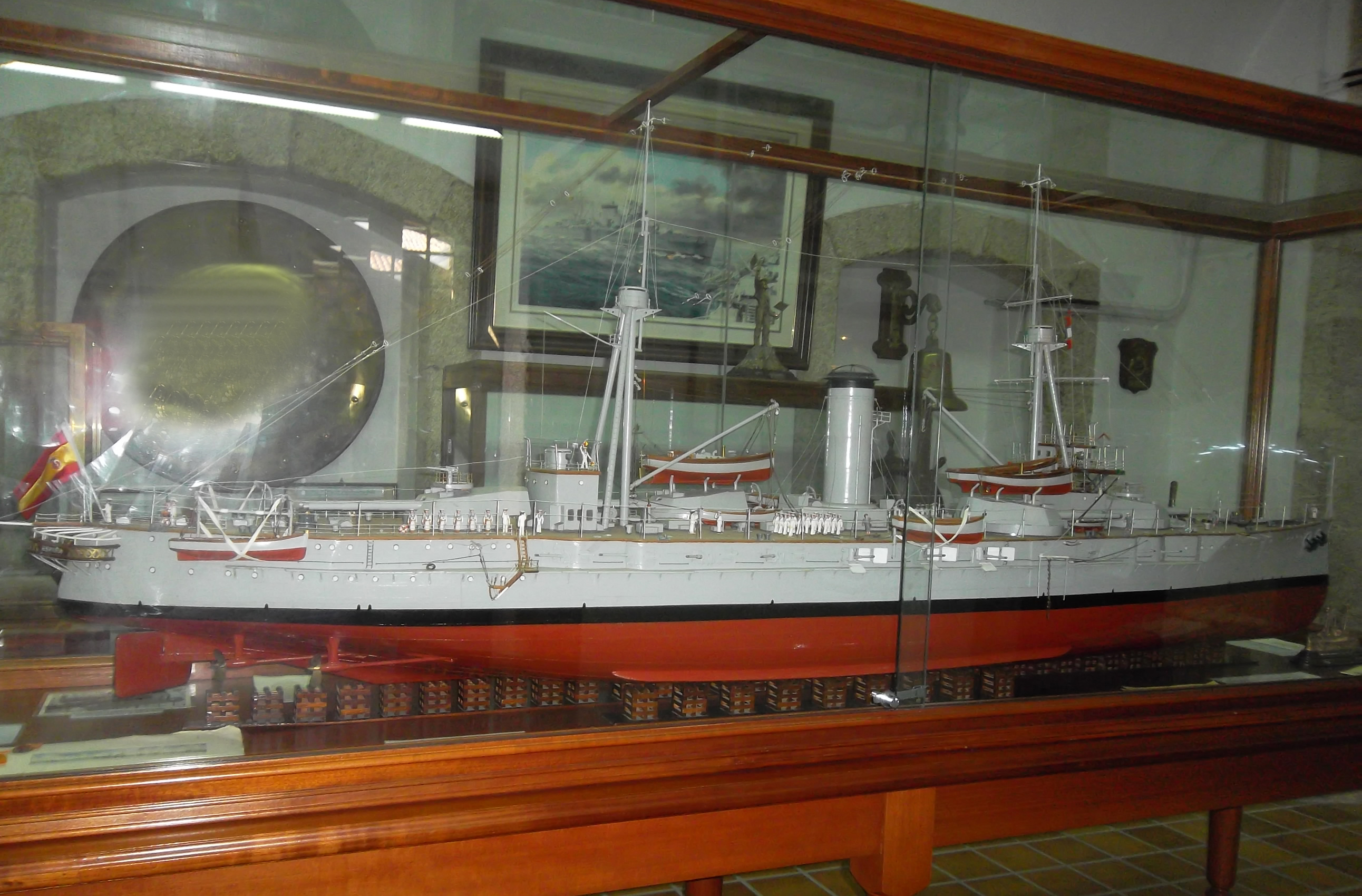
Maqueta del España en el Museo Naval de Ferrol.

El fuego de artillería se podía dirigir desde tres puntos: la torre de observación que existía sobre el puente de popa, la torre de mando del puente de proa y la dirección central de tiro.
La artillería se dividía en 4 grupos:
- torres 1 y 2
- torres 3 y 4
- batería de 101 mm de babor
- batería de 101 mm de estribor.

Los telémetros iban colocados en las cofas de cada uno de los mástiles protegidos por una coraza de 25 mm. Contaban estos buques con 6 proyectores de 75 cm de diámetro, dos en cada puente, uno en cada palo debajo de la cofa.

## Desglose por categorías de la dotación

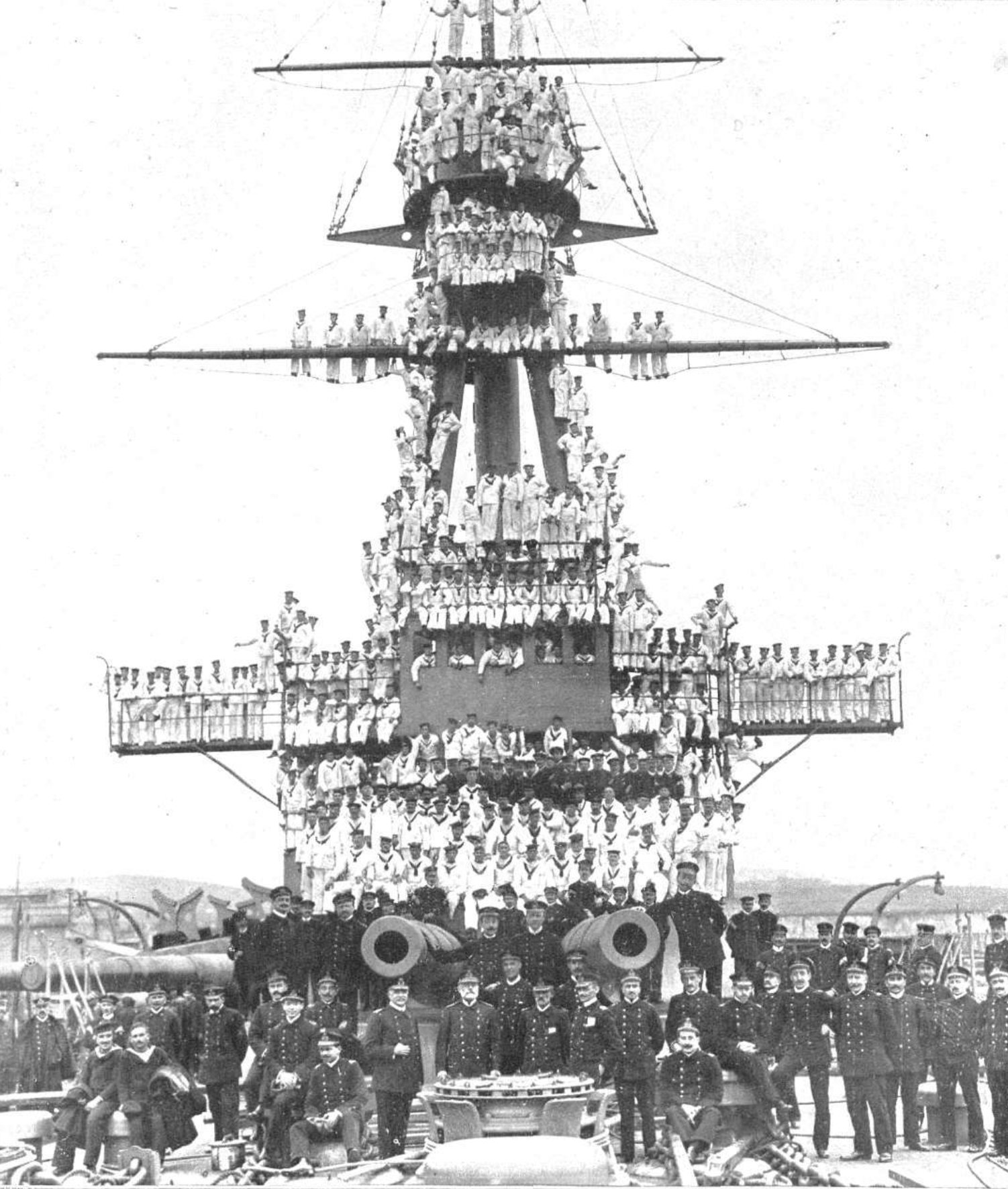
Los jefes, oficiales y parte de la dotación del acorazado España en uno de los palos del nuevo buque, imagen de la revista Mundo Gráfico, 18 de junio de 1913.

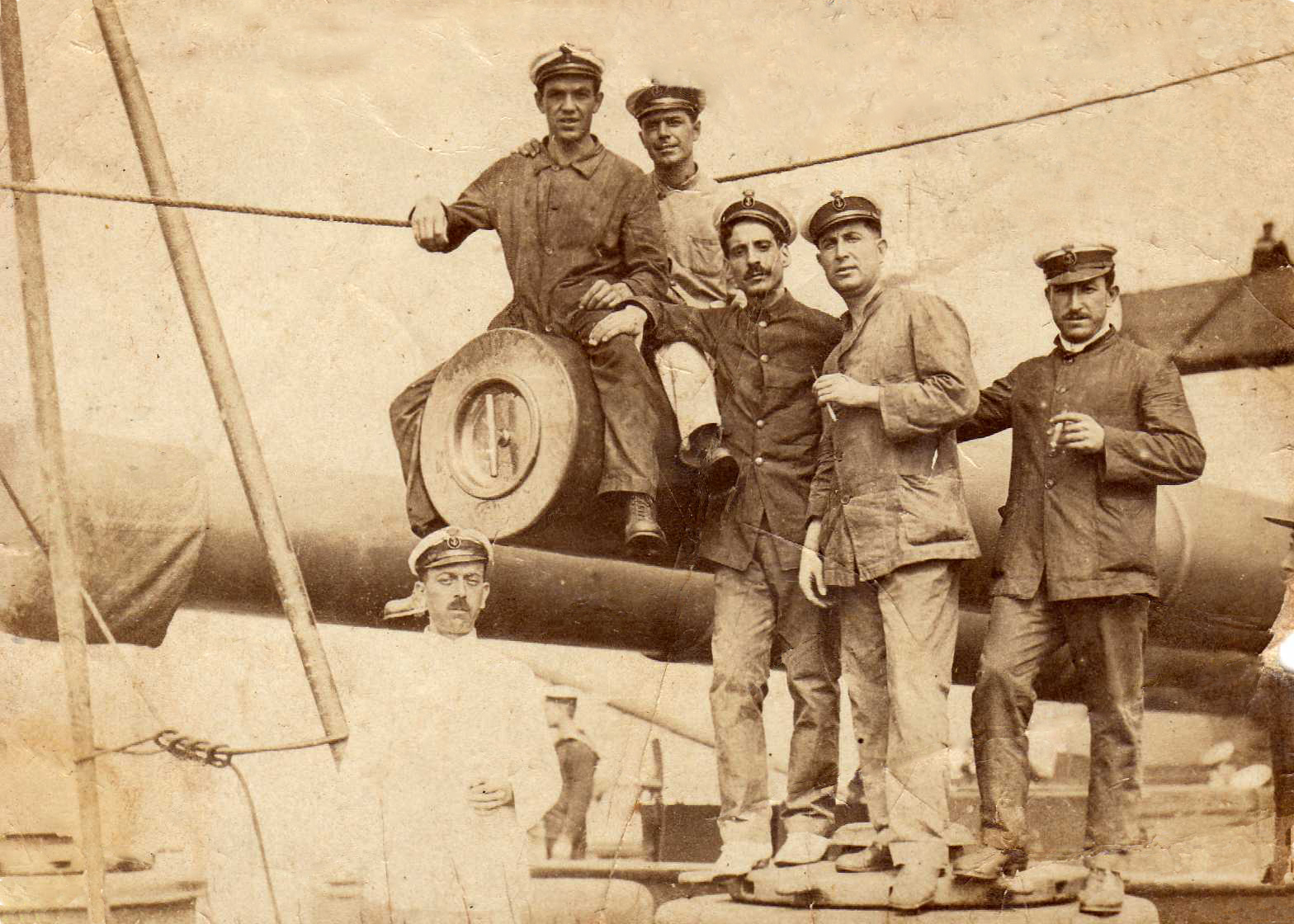
Tripulantes del España en Cuba, 1920.

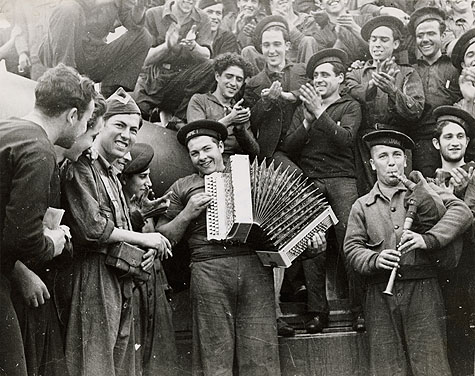
Marineros del Jaime I fotografiados por Gerda Taro en Almería, febrero de 1937.

850 hombres. La Marinería se integraba en 10 brigadas, 8 de marineros y artilleros y dos de fogoneros.

### Oficiales Cuerpo General y Cuerpos Patentados
- 1 Capitán de navío
- 1 Capitán de fragata
- 2 Capitanes de corbeta
- 10 Tenientes de navío
- 9 Alféreces de navío
- 1 Médico de primera
- 1 Médico de segunda
- 1 Contador de navío
- 1 Primer Capellán
- 1 Oficial maquinista de primera
- 2 Oficiales maquinistas de segunda.

### Suboficiales y Maestres
- 1 Primer Contramaestre
- 5 contramaestres segundos
- 4 maestres de marinería
- 1 primer condestable
- 10 condestables segundos
- 8 maestres de artillería
- 1 maestre radiotelegrafista
- 6 primeros maquinistas
- 8 maquinistas segundos
- 10 maquinistas terceros
- 16 operarios mecánicos
- 1 primer practicante
- 1 practicante segundo
- 2 maestros carpinteros
- 2 maestros armeros
- 1 maestro buzo
- 1 maestro panadero
- 4 ajustadores de artillería
- 4 torpedistas electricistas
- 2 escribientes.

### Marinería y especialistas
- 24 cabos de Marinería
- 32 marineros especialistas
- 139 marineros de primera
- 117 marineros de segunda
- 64 cabos de artillería
- 2 cabos telegrafistas
- 2 marineros telegrafistas
- 2 cabos electricistas
- 14 marineros electricistas
- 1 marinero calafate
- 2 cabos armeros
- 1 sastre
- 1 zapatero
- 2 barberos
- 3 panaderos
- 2 despenseros
- 4 cornetas
- 2 tambores
- 1 cocinero
- 21 cabos fogoneros
- 45 fogoneros de primera
- 74 fogoneros de segunda.